# Adrian Scott Stokes

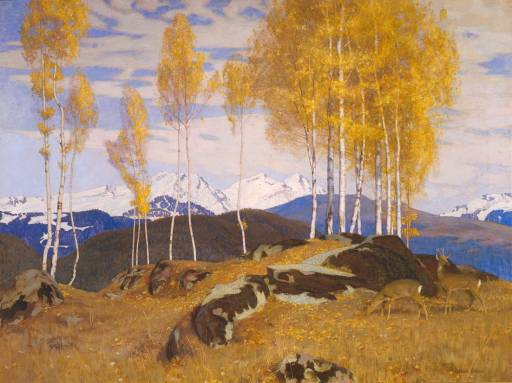
Jesień w górach, ok. 1903

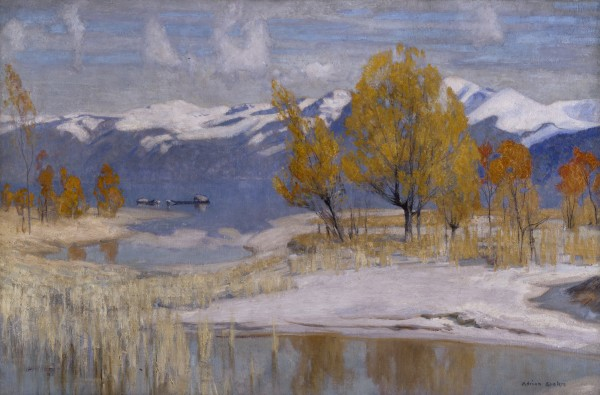
Lago Maggiore, ok. 1920

Adrian Scott Stokes (ur. 23 grudnia 1854 w Southport, Lancashire, zm. 30 listopada 1935 w Londynie) – brytyjski malarz pejzażysta.
Studiował w Royal Academy School w latach 1872–1875 i w Paryżu (1885–1886) pod kierunkiem Pascala Dagnana-Bouvereta. Był członkiem Royal Academy od 1919 i wiceprzewodniczącym Royal Watercolour Society od 1925. Uprawiał głównie malarstwo pejzażowe, kładąc szczególny nacisk na efekty atmosferyczne.
Adrian Scott Stokes był mężem malarki Marianne Stokes, wiele podróżował z żoną po Europie, malował m.in. w Austrii, Holandii i na Słowacji. Wydał dwie książki.

## Publikacje
- Adrian Stokes: Hungary: painted by Adrian & Marianne Stokes, London 1909
- Adrian Stokes: Landscape Painting, London 1925